# قصعين لبناني
قصعين لبناني (الاسم العلمي: Salvia libanensis) هو نوع نباتي يتبع جنس القصعين من فصيلة الشفوية.